# Just a Little Bit
Just a Little Bit è un singolo della cantante R&B britannica Mutya Buena, pubblicato il 22 ottobre 2007 dall'etichetta discografica Island.
Tratta dall'album di debutto della cantante, Real Girl, la canzone è stata scritta da Pam Sheyne e Eg White e prodotta da quest'ultimo. Il singolo non ha riscontrato lo stesso successo dei precedenti Song 4 Mutya (Out of Control) e Real Girl.

## Tracce
1. Just a Little Bit – 3:17

## Classifiche
| Classifica (2007) | Posizione raggiunta |
| ----------------- | ------------------- |
| Regno Unito       | 65                  |